# Olympische Winterspiele 2022/Bob/Qualifikation
Für die Wettbewerbe im Bobsport bei den Olympischen Winterspielen 2022 in Peking sind insgesamt 170 Quotenplätze vorgesehen (124 Männer und 46 Frauen). Der Qualifikationszeitraum erstreckt sich vom Beginn des Weltcup der Saison 2021/22 bis zum 16. Januar 2022. Einzelne Piloten können lediglich Quotenplätze für ihr jeweiliges NOK erreichen, über die endgültige Nominierung entscheiden diese dann aber unabhängig davon, wer den Quotenplatz erreicht hat. Die besten Nationen in den jeweiligen Wertungen dürfen dann, je nach Platzierung, drei, zwei oder einen Bob nominieren. Eine Ausnahme bildet der Monobob der Frauen. Hier dürfen die besten vier Nationen maximal zwei Athletinnen nominieren.

## Qualifizierte Nationen
| Nation              | Männer | Männer | Frauen | Frauen | Gesamt       |
| Nation              | Zweier | Vierer | Mono   | Zweier | Gesamt       |
| ------------------- | ------ | ------ | ------ | ------ | ------------ |
| Australien          |        |        | 1      | 1      | 2            |
| Belgien             |        |        |        | 1      | 1            |
| Brasilien           | 1      | 1      |        |        | 2            |
| China               | 2      | 2      | 2      | 2      | 8            |
| Deutschland         | 3      | 3      | 2      | 3      | 11           |
| Frankreich          | 1      | 1      | 1      | 1      | 4            |
| Großbritannien      | 1      | 1      |        | 1      | 3            |
| Italien             | 1      | 2      | 1      |        | 4            |
| Jamaika             | 1      | 1      | 1      | 1      | 4            |
| Kanada              | 3      | 3      | 2      | 3      | 11           |
| Lettland            | 2      | 1      |        |        | 3            |
| Monaco              | 1      |        |        |        | 1            |
| Niederlande         | 1      | 1      | 1      |        | 3            |
| Österreich          | 2      | 2      | 1      | 2      | 7            |
| ROC                 | 2      | 2      | 1      | 2      | 7            |
| Rumänien            | 1      | 1      | 1      | 1      | 4            |
| Schweiz             | 2      | 2      | 1      | 1      | 6            |
| Slowakei            |        |        | 1      |        | 1            |
| Südkorea            | 2      | 2      | 1      |        | 5            |
| Trinidad und Tobago | 1      |        |        |        | 1            |
| Tschechien          | 1      | 1      |        |        | 2            |
| Ukraine             |        |        | 1      |        | 1            |
| Vereinigte Staaten  | 2      | 2      | 2      | 2      | 8            |
| Gesamt: 23 NOKs     | 30     | 28     | 20     | 21     | 99 Schlitten |

## Männer

### Zweierbob
| Platz  | NOK                 | Nominierte Athleten      | Nominierte Athleten   | Nominierte Athleten   |
| Platz  | NOK                 | Pilot 1                  | Pilot 2               | Pilot 3               |
| ------ | ------------------- | ------------------------ | --------------------- | --------------------- |
| 1      | Deutschland         | Francesco Friedrich      | Christoph Hafer       | Johannes Lochner      |
| 2      | Kanada              | Taylor Austin            | Justin Kripps         | Christopher Spring    |
| 3      | Schweiz             | Simon Friedli            | Michael Vogt          | —                     |
| 4      | Vereinigte Staaten  | Hunter Church            | Frank DelDuca         | —                     |
| 5      | Lettland            | Oskars Ķibermanis        | Emīls Cipulis         | —                     |
| 6      | Südkorea            | Suk Young-jin            | Won Yun-jong          | —                     |
| 7      | China               | Li Chunjian              | Sun Kaizhi            | —                     |
| 8      | ROC                 | Rostislaw Gaitjukewitsch | Maxim Andrianow       | —                     |
| 9      | Österreich          | Benjamin Maier           | Markus Treichl        | —                     |
| 10     | Großbritannien      | Brad Hall                | —                     | —                     |
| 11     | Frankreich          | Romain Heinrich          | —                     | —                     |
| 12     | Rumänien            | Mihai Țentea             | —                     | —                     |
| 13     | Tschechien          | Dominik Dvořák           | —                     | —                     |
| 14     | Italien             | Patrick Baumgartner      | —                     | —                     |
| 15     | Monaco              | Rudy Rinaldi             | —                     | —                     |
| 16     | Brasilien           | Edson Luques Bindilatti  | —                     | —                     |
| 17     | Trinidad und Tobago | Axel Brown               | —                     | —                     |
| 18     | Niederlande         | Ivo de Bruin             | —                     | —                     |
| 19     | Jamaika             | Shanwayne Stephens       | —                     | —                     |
| Gesamt | max. 19             | 60 Athleten / 30 Bobs    | 60 Athleten / 30 Bobs | 60 Athleten / 30 Bobs |

### Viererbob
| Platz  | NOK                | Nominierte Athleten      | Nominierte Athleten    | Nominierte Athleten    |
| Platz  | NOK                | Pilot 1                  | Pilot 2                | Pilot 3                |
| ------ | ------------------ | ------------------------ | ---------------------- | ---------------------- |
| 1      | Deutschland        | Francesco Friedrich      | Christoph Hafer        | Johannes Lochner       |
| 2      | Kanada             | Taylor Austin            | Justin Kripps          | Christopher Spring     |
| 3      | ROC                | Rostislaw Gaitjukewitsch | Maxim Andrianow        | —                      |
| 4      | Vereinigte Staaten | Hunter Church            | Frank DelDuca          | —                      |
| 5      | Schweiz            | Simon Friedli            | Michael Vogt           | —                      |
| 6      | Österreich         | Benjamin Maier           | Markus Treichl         | —                      |
| 7      | Südkorea           | Suk Young-jin            | Won Yun-jong           | —                      |
| 8      | China              | Li Chunjian              | Sun Kaizhi             | —                      |
| 9      | Italien            | Patrick Baumgartner      | Mattia Variola         | —                      |
| 10     | Großbritannien     | Brad Hall                | —                      | —                      |
| 11     | Lettland           | Oskars Ķibermanis        | —                      | —                      |
| 12     | Frankreich         | Romain Heinrich          | —                      | —                      |
| 13     | Tschechien         | Dominik Dvořák           | —                      | —                      |
| 14     | Niederlande        | Ivo de Bruin             | —                      | —                      |
| 15     | Brasilien          | Edson Luques Bindilatti  | —                      | —                      |
| 16     | Rumänien           | Mihai Țentea             | —                      | —                      |
| 17     | Jamaika            | Shanwayne Stephens       | —                      | —                      |
| Gesamt | max. 17            | 112 Athleten / 28 Bobs   | 112 Athleten / 28 Bobs | 112 Athleten / 28 Bobs |

## Frauen

### Zweierbob
| Platz  | NOK                | Nominierte Athletinnen     | Nominierte Athletinnen   | Nominierte Athletinnen   |
| Platz  | NOK                | Pilotin 1                  | Pilotin 2                | Pilotin 3                |
| ------ | ------------------ | -------------------------- | ------------------------ | ------------------------ |
| 1      | Deutschland        | Mariama Jamanka            | Kim Kalicki              | Laura Nolte              |
| 2      | Kanada             | Cynthia Appiah             | Christine de Bruin       | Melissa Lotholz          |
| 3      | Vereinigte Staaten | Kaillie Humphries          | Elana Meyers Taylor      | —                        |
| 4      | China              | Mingming Huai              | Qing Ying                | —                        |
| 5      | ROC                | Nadeschda Sergejewa        | Anastassija Makarowa     | —                        |
| 6      | Schweiz            | Martina Fontanive          | Melanie Hasler           | —                        |
| 7      | Rumänien           | Andreea Grecu              | —                        | —                        |
| 8      | Österreich         | Katrin Beierl              | —                        | —                        |
| 9      | Großbritannien     | Mica McNeill               | —                        | —                        |
| 10     | Australien         | Breeana Walker             | —                        | —                        |
| 11     | Belgien            | An Vannieuwenhuyse         | —                        | —                        |
| 12     | Frankreich         | Margot Boch                | —                        | —                        |
| +1     | Jamaika            | Jazmine Fenlator-Victorian | —                        | —                        |
| Gesamt | max. 12 + 1        | 42 Athletinnen / 21 Bobs   | 42 Athletinnen / 21 Bobs | 42 Athletinnen / 21 Bobs |

### Monobob
| Platz  | NOK                | Nominierte Athletinnen     | Nominierte Athletinnen   |
| Platz  | NOK                | Pilotin 1                  | Pilotin 2                |
| ------ | ------------------ | -------------------------- | ------------------------ |
| 1      | Vereinigte Staaten | Kaillie Humphries          | Elana Meyers Taylor      |
| 2      | Deutschland        | Mariama Jamanka            | Laura Nolte              |
| 3      | Kanada             | Cynthia Appiah             | Christine de Bruin       |
| 4      | China              | Mingming Huai              | Qing Ying                |
| 5      | ROC                | Nadeschda Sergejewa        | —                        |
| 6      | Australien         | Breeana Walker             | —                        |
| 7      | Schweiz            | Melanie Hasler             | —                        |
| 8      | Rumänien           | Andreea Grecu              | —                        |
| 9      | Österreich         | Katrin Beierl              | —                        |
| 10     | Frankreich         | Margot Boch                | —                        |
| 11     | Niederlande        | Karlien Sleper             | —                        |
| 12     | Südkorea           | Kim Yoo-ran                | —                        |
| 13     | Slowakei           | Viktória Čerňanská         | —                        |
| 14     | Jamaika            | Jazmine Fenlator-Victorian | —                        |
| 15     | Ukraine            | Lidiia Hunko               | —                        |
| 16     | Italien            | Giada Andreutti            | —                        |
| Gesamt | max. 16            | 20 Athletinnen / 20 Bobs   | 20 Athletinnen / 20 Bobs |